# Návrší (Tuřany)
Návrší (německy Rollessengrün) je malá vesnice, část obce Tuřany v okrese Cheb v Karlovarském kraji. Nachází se asi jeden kilometr severně od Tuřan. Je zde evidováno 13 adres. V roce 2011 zde trvale žilo 32 obyvatel.
Návrší leží v katastrálním území Tuřany u Kynšperku nad Ohří o výměře 2,94 km².

## Historie
První písemná zmínka o vesnici pochází z roku 1370.

## Obyvatelstvo
Při sčítání lidu v roce 1921 zde žilo 164 obyvatel, všichni německé národnosti. K římskokatolické církvi se hlásilo 163 obyvatel, jeden k izraelitské.
| Rok            | 1869 | 1880 | 1890 | 1900 | 1910 | 1921 | 1930 | 1950 | 1961 | 1970 | 1980 | 1991 | 2001 | 2011 | 2021 |
| -------------- | ---- | ---- | ---- | ---- | ---- | ---- | ---- | ---- | ---- | ---- | ---- | ---- | ---- | ---- | ---- |
| Počet obyvatel | 187  | 186  | 177  | 163  | 178  | 164  | 176  | 64   | 43   | 21   | 26   | 12   | 25   | 32   | 44   |
| Počet domů     | 33   | 34   | 34   | 34   | 36   | 36   | 36   | 20   | -    | 10   | 8    | 10   | 12   | 14   | 21   |

## Obecní správa
Při sčítání lidu v letech 1850–1975 Návrší bylo osadou obce Tuřany v okrese Cheb. Od 1. ledna 1976 do 23. listopadu 1990 bylo částí obce Nebanice v okrese Cheb. Od 24. listopadu 1990 je opět částí obce Tuřany v okrese Cheb.

## Pamětihodnosti
- válečný památník